# Cronobacter
Genre
Cronobacter est un genre de bacilles Gram négatifs de la famille des Enterobacteriaceae. Son nom tiré de celui du Titan grec Cronos, connu dans la mythologie pour engloutir ses enfants à leur naissance, fait référence aux infections néonatales causées par l'espèce type de ce genre.
Plusieurs espèces sont des pathogènes humains reconnus, responsables de tableaux infectieux potentiellement graves qui frappent particulièrement les enfants en bas âge.

## Taxonomie
Le genre Cronobacter est créé en 2008 par reclassement de l'espèce Enterobacter sakazakii déjà comptée parmi les Enterobacteriaceae.
Jusqu'en 2016 il était rattaché par des critères phénotypiques à la famille des Enterobacteriaceae. Malgré la refonte de l'ordre des Enterobacterales par Adeolu et al. en 2016 à l'aide des techniques de phylogénétique moléculaire, Cronobacter reste dans la famille des Enterobacteriaceae dont le périmètre redéfini compte néanmoins beaucoup moins de genres qu'auparavant.

### Systématique
Le nom correct complet (avec auteur) de ce taxon est Cronobacter Iversen et al. 2008.
L'espèce type est Cronobacter sakazakii (Farmer et al. 1980) Iversen et al. 2008.

### Synonymie
Cronobacter a pour synonyme :
- Cronobacter Iversen et al. 2007

### Étymologie
L'étymologie du genre Cronobacter est la suivante Cro.no.bac’ter. nom masculin grec Kronos, un des Titans de la mythologie qui avalait chacun de ses enfants aussitôt après leur naissance (Graves, 1992); N.L. masc. n. bacter, un bâtonnet; N.L. masc. n. Cronobacter, un bâtonnet qui cause des infections chez les nouveau-nés,.

## Liste d'espèces
Selon LPSN (6 mai 2025) :
- Cronobacter condimenti Joseph et al. 2012
- Cronobacter dublinensis Iversen et al. 2008
- Cronobacter malonaticus Iversen et al. 2008
- Cronobacter muytjensii Iversen et al. 2008
- Cronobacter sakazakii (Farmer et al. 1980) Iversen et al. 2008 – espèce type
- Cronobacter turicensis Iversen et al. 2008
- Cronobacter universalis Joseph et al. 2012

Les espèces suivantes ont été reclassées :
- Franconibacter helveticus (Stephan et al. 2007) Stephan et al. 2014 : reclassement de C. helveticus
- Franconibacter pulveris (Stephan et al. 2008) Stephan et al. 2014 : reclassement de C. pulveris
- Siccibacter turicensis (Stephan et al. 2007) Stephan et al. 2014 : reclassement de C. zurichensis